# Hnus
Hnus nebo znechucení je jedna z lidských emocí. Původně vznikl jako reakce na nestravitelnou (nechutnou, zkaženou) potravinu, byl tedy spojen především s chutí a čichem. Smyslem bylo vštípit si informaci o této potravině do paměti a varovat před ní ostatní. Zřejmě také přispěl k rozvoji tělesné hygieny. Postupně se však tato emoce přesunula i do jiných rovin a vzniká znechucení psychické, které může být vyvoláno prakticky jakýmkoli ošklivým podnětem, tedy i jednáním jiného člověka, trapností, zvrácenou myšlenkou apod. Hnus může být zaměřen také na sebe sama, což je typické pro některé formy depresí. Pocit hnusu je spojen s fyziologickými změnami, např. dávením nebo žaludeční nevolností.